# Bartolommeo Ammannati

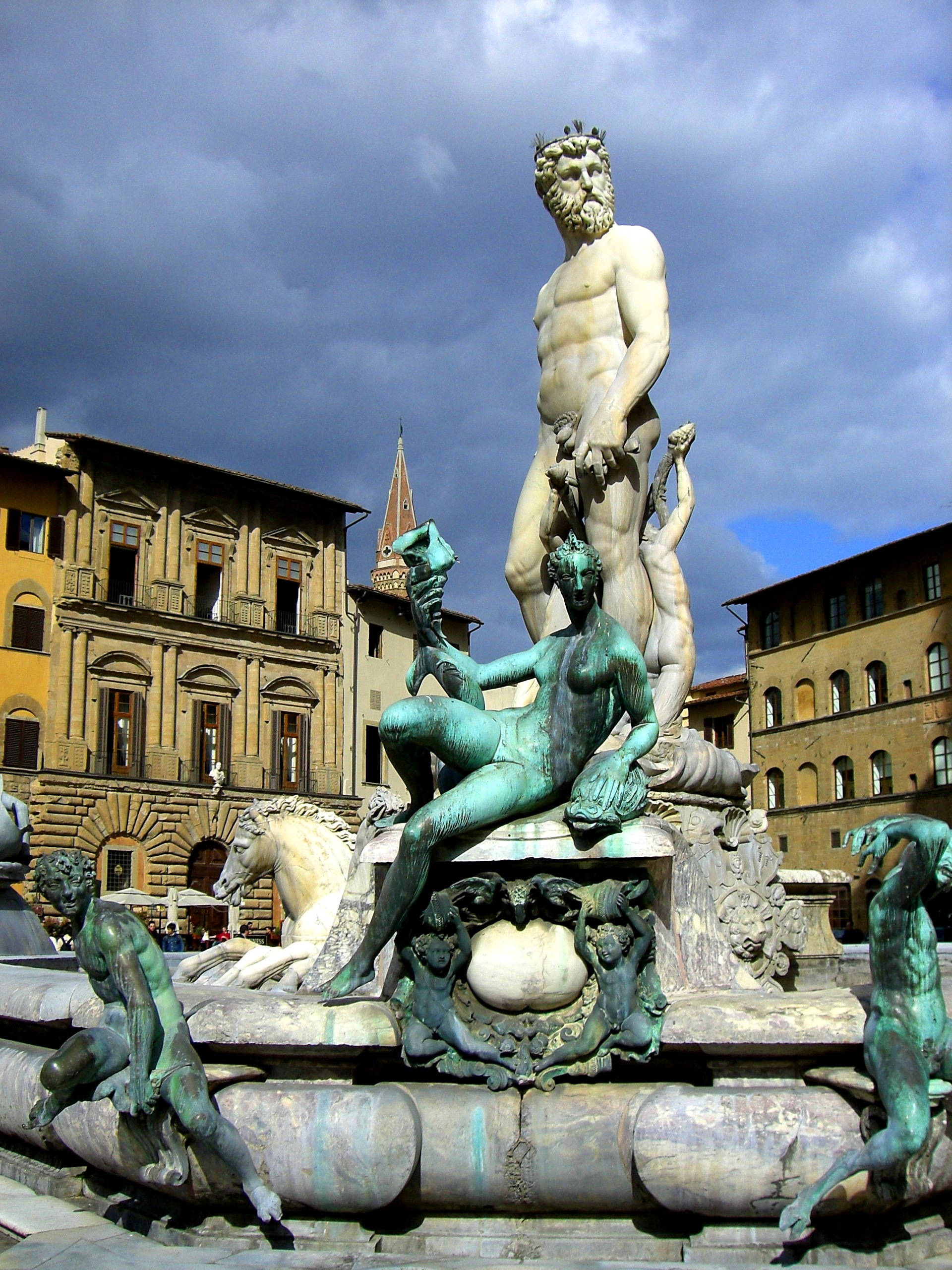
A firenzei Neptún-kút

Bartolomeo Ammanati (vagy Bartolommeo) (Settignano, 1511. június 18. – Firenze, 1592. április 13.) olasz manierista építész és szobrász.

## Életpályája
Mint szobrász eleinte Bandinelli és Jacopo Sansovino tanítványa volt, de inkább Michelangelo hatása alatt állt. Erről tanúskodik főműve, a firenzei Piazza della Signorián levő, a mitológiából vett dekoratív alakokkal gazdagon ékesített díszkútja (1571–75), amelyen Neptunus, tengeri lovaktól húzott fogatán, diadalmasan jelenik meg. Őszintébb hatásúak Ammanati ez alkotásánál a római San Pietro in Montorióban, III. Gyula pápa rokonainak síremlékén, valamint a mellette levő fülkékben látható alakok és a Villa di Papa Giulio gyermek-kútja. Jelentékenyebb Ammanati építő művészeti tevékenysége. A barokk palotastílus kifejlődésében jelentékeny része van. Szereti a rusztikát, mellyel az épületek sarkait, nyílásait keretezi, sőt a féloszlopokat is rusztikával tagolja (a firenzei Pál. Pitti udvarán). A nyílásokat erőteljes foglalattal veszi körül, a díszítést lehetőleg elhagyja. Palotái így méltóságteljes, kissé komoran nehézkes hangulatúak. Rómában a Pál. Ruspoli és a Collegio Romano hatásos udvara legjobb művei. Firenzében a Pitti-palota udvarán kívül számos palotát épített és ő emelte az Arno fölé a Ponte di Santa Trinitát, amely úgy művészileg, mint technikailag mestermű. A San Spirito kolostor udvara változó íves és gerendás árkádjaival szintén jelentékeny alkotás. Luccában, Volterrában és Sienában is épített.

## Képgaléria

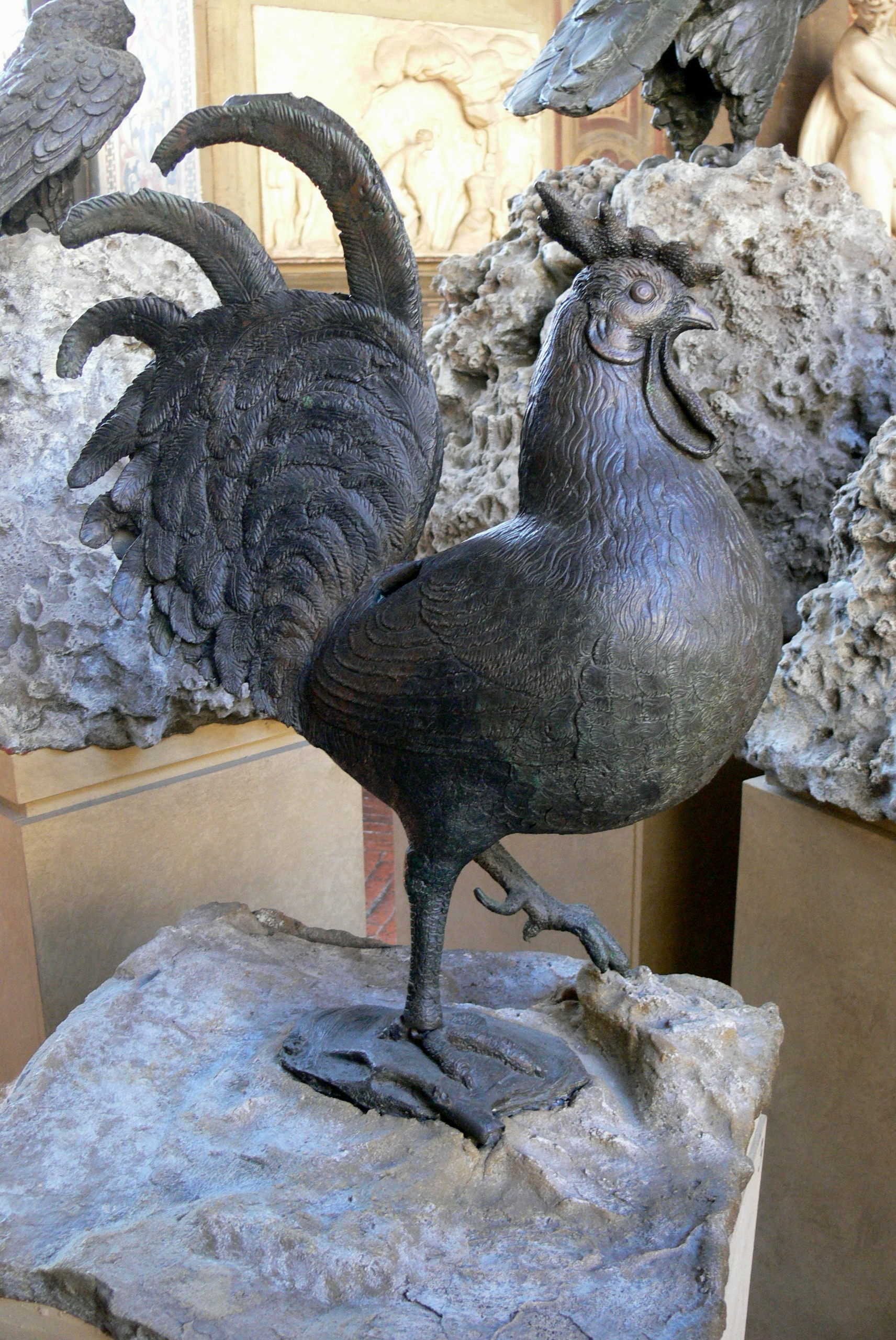
Kakas a firenzei Museo del Bargelloból
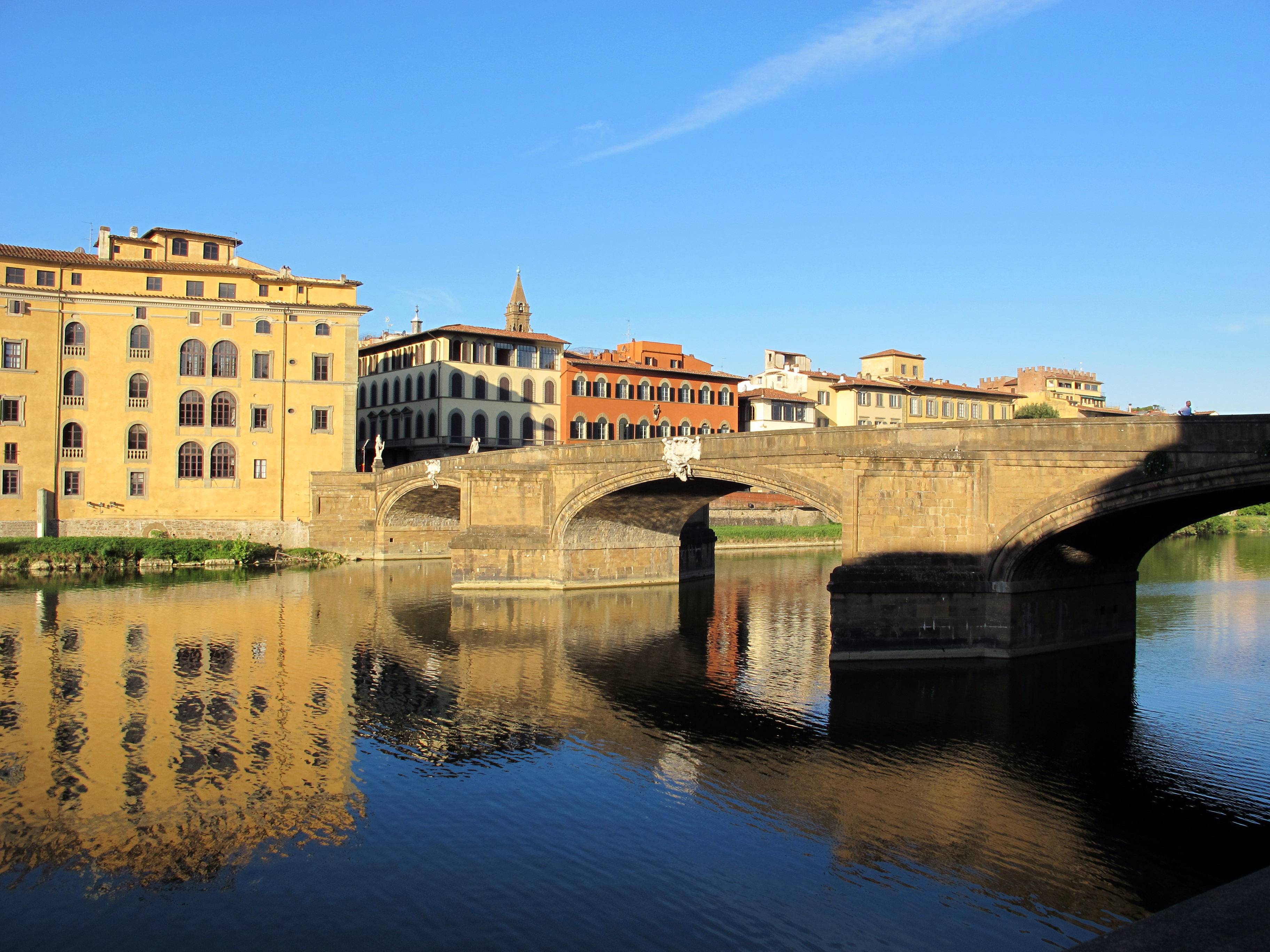
Ponte Santa Trinita

## Írása
Trattato di Architettura címen elméleti munkát írt, amely azonban csak töredékesen maradt reánk. 